# SUPER EUROBEAT presents Euro Every Little Thing
『SUPER EUROBEAT presents Euro Every Little Thing』（スーパー・ユーロビート・プレゼンツ・ユーロ・エブリ・リトル・シング）は、日本の音楽グループEvery Little Thingが2001年9月5日に発売した3枚目のリミックス・アルバムである。

## 概要
- エイベックスの洋楽部から発売されているユーロビートのコンピレーション・アルバム『SUPER EUROBEAT』とのコラボレーション作品で、全曲ユーロビートのリミックスで構成されたリミックス・アルバムである。
- それまでに発売されたシングルから選曲されているが、「Dear My Friend」、「Never Stop!」、「Get Into A Groove」、「Smile Again」、「愛のカケラ」、「JIRENMA」、「Graceful World」は収録されていない[1]。
- DAVE RODGERS、SERGIO DALL'ORA、LUCA DEGANI、LAURENT NEWFIELD、BRATT SINCLAIREといったイタリア・ユーロビート界の重鎮がリミックスを手がけている。

## 収録曲
1. For the moment (Euroverdrive Mix)
リミックス：LAURENT NEWFIELD
2. Face the change (Melodic Remix)
リミックス：SERGIO DALL'ORA & LUCA DEGANI
コンピレーション・アルバム『SUPER EUROBEAT VOL.100』に収録されている「Face the change (EUROBEAT REMIX)」とはミックスが異なる。
3. 出逢った頃のように (Pop Remix)
リミックス：BRATT SINCLAIRE
コンピレーション・アルバム『SUPER EUROBEAT VOL.100』に収録されている「出逢った頃のように (AGGRESSIVE REMIX)」とは若干ミックスが異なる。
4. FOREVER YOURS (Euro-Pop Mix)
リミックス：DAVE RODGERS
5. Rescue me (Melancholy Mix)
リミックス：SERGIO DALL'ORA & LUCA DEGANI
6. NECESSARY (Power Mix)
リミックス：BRATT SINCLAIRE
7. Future World (Euro-Power Mix)
リミックス：DAVE RODGERS
8. Time goes by (Eurosenti Mix)
リミックス：SERGIO DALL'ORA & LUCA DEGANI
9. Pray (Delta Pop Mix)
リミックス：BRATT SINCLAIRE
コンピレーション・アルバム『SUPER EUROBEAT VOL.106』および『J-EURO BEST』に収録されている「Pray (Eurobeat Mix)」とはミックスが異なる。
10. Someday, Someplace (Europop Mix)
リミックス：SERGIO DALL'ORA & LUCA DEGANI
11. Shapes Of Love (Plug And Play Mix)
リミックス：LAURENT NEWFIELD
コンピレーション・アルバム『SUPER EUROBEAT VOL.100』に収録されている「Shapes Of Love (EURO POWER MIX)」とはミックスが異なる。
12. Over and Over (Traditional Mix)
リミックス：DAVE RODGERS
13. Feel My Heart (Eurobeat Mix)
リミックス：SERGIO DALL'ORA & LUCA DEGANI
1stシングルのカップリング曲「Feel My Heart (DAVE RODGERS EURO MIX)」とはミックスが異なる。
14. sure (Eurolovers Remix)
リミックス：LAURENT NEWFIELD
15. fragile (White Roses Remix)
リミックス：LAURENT NEWFIELD
コンピレーション・アルバム『SUPER EUROBEAT VOL.119』に収録されている「fragile (RED ROSES REMIX)」とはミックスが異なる。